# Тольтен
Тольтен (исп. Toltén) — посёлок в Чили. Административный центр одноимённой коммуны. Население — 2701 человек (2002). Посёлок и коммуна входят в состав провинции Каутин и области Араукания.
Территория коммуны — 860,4 км². Численность населения — 10 748 жителей (2007). Плотность населения — 12,49 чел./км².

## Расположение
Посёлок расположен на берегу одноимённой реки в 76 км на юго-запад от административного центра области города Темуко. Первоначально посёлок располагался близ устья реки на берегу Тихого океана, но был уничтожен землетрясением и цунами во время Великого Чилийского землетрясения, после этого был перенесён вверх по течению реки Тольтен.
Коммуна граничит:
- на севере — c коммуной Теодоро-Шмидт
- на востоке — с коммунами Питруфкен, Горбеа
- на юге — c коммуной Марикина
- на северо-западе — c коммуной Теодоро-Шмидт

На западе коммуны расположен Тихий океан.

## Демография
Согласно сведениям, собранным в ходе переписи Национальным институтом статистики, население коммуны составляет 10 748 человек, из которых 5564 мужчины и 5184 женщины.
Население коммуны составляет 1,15 % от общей численности населения области Араукания. 50,66 % относится к сельскому населению и 49,34 % — городскому.